# ستيغ أندرسون
ستيغ أندرسون (بالسويدية: Stikkan Anderson)‏ هو رائد أعمال وملحن وكاتب أغاني سويدي، ولد في 25 يناير 1931 في Hova, Sweden ‏ في السويد، وتوفي في 12 سبتمبر 1997 في ستوكهولم في السويد بسبب نوبة قلبية.

## وصلات خارجية
- ستيغ أندرسون على موقع IMDb (الإنجليزية)
- ستيغ أندرسون على موقع ميوزك برينز (الإنجليزية)
- ستيغ أندرسون على موقع قاعدة بيانات برودواي على الإنترنت (الإنجليزية)
- ستيغ أندرسون على موقع أول ميوزيك (الإنجليزية)
- ستيغ أندرسون على موقع ديسكوغز (الإنجليزية)
- ستيغ أندرسون على موقع قاعدة بيانات الفيلم (الإنجليزية)